# Калиновский район
Кали́новский райо́н (укр. Калинівський район) — упразднённая административная единица на севере Винницкой области Украины. Административный центр — город Калиновка.

## География
Площадь — 1090 км² (11-е место среди районов).
Основные реки — Южный Буг.
Наибольшие населённые пункты — Калиновка, Уладовка, Гущенцы, Иванов, Мизяков, Павловка.
Рельеф-высотный — 200—300 м (Приднепровская холмовая область).
Природа: Вдоль реки Южный Буг растут леса из дуба, граба, берёзы, сосны (в основном насаждения, лишь 10 % — природные леса), поля, луки.

## История
Район образован в 1923 году. 10 сентября 1959 года к Калиновскому району была присоединена часть территории упразднённого Турбовского района. 17 июля 2020 года в результате административно-территориальной реформы район вошёл в состав Хмельникского района.

## Демография
Население района составляет 59 266 человек (на 1 июня 2013 года), в том числе городское население 19 299 человек (32,56 %), сельское — 39 967 человек (67,44 %).
| Год  | Численность | Численность |
| ---- | ----------- | ----------- |
| 1979 | 76 042      | [ 5 ]       |
| 1989 | 69 223      | [ 6 ]       |
| 2001 | 65 031      | [ 6 ]       |
| 2014 | 59 028      | [ 6 ]       |
| 2017 | 57 934      | [ 6 ]       |
| 2018 | 57 409      | [ 7 ]       |

## Административное устройство
Количество советов:
- городских — 1
- сельских — 28

## Населённые пункты
Количество населённых пунктов:
- городов районного значения — 1 (Калиновка)
- сёл — 51
- посёлков сельского типа — 6

Всего насчитывается 58 населённых пунктов.

## Транспорт
Через район проходят железнодорожные пути: Винница — Киев (ч\з Калиновку), Винница — Шепетовка (ч\з Калиновку, Иванов, Уладовку) и много дорог с асфальтным покрытием.